# Heinrich Jakob von Häckel
Heinrich Jakob vön Häckel, auch Heinrich Jakob Freiherr von Haeckel, (* um 1682 in Holstein?; † 27. Januar 1760 in Frankfurt am Main) war ein Kaiserlicher Offizier, Philanthrop und Kunstsammler.

## Leben
Von Häckel ließ sich als pensionierter Kaiserlicher Obristwachtmeister in der Freien Reichsstadt Frankfurt nieder. Hier heiratete er die vermögende Maria Elisabeth Rhost, die im Jahre 1753 verstarb. Sie war Besitzerin des Hauses zu den zwei Bären in der Töngesgasse.
Der Pensionär war Mäzen von Christian Georg Schütz dem Älteren. Er schuf eine bedeutende private Kunstsammlung, die mehrmals vom Landgraf von Hessen-Kassel aufgesucht wurde. Der Landgraf ließ sich von Häckel in Kunstfragen beraten. Die Sammlung hatte auch Einfluss auf die künstlerische Entwicklung des Malers Justus Juncker. Seine Freundschaft zum Frankfurter Philanthropen Johann Christian Senckenberg beeinflussten auch das wohltätige Wirken des Freiherren gegenüber den Armen der Reichsstadt.
Johann Wolfgang von Goethe nennt Häckel in seinen Lebenserinnerungen Dichtung und Wahrheit einen Kunstsammler, Wohltäter und Gastgeber von Honoratioren.